# انفجار أشعة جاما 221009
انفجار أشعة جاما GRB 221009A هو اسم (بالإنجليزية: gamma-ray burst) هو انفجار نجم أطلق أشعة جاما شديدة ( GRB للاختصار)، و تم تسجيله في 9 أكتوبر 2022 في كوكبة السهم . إنه أقوى انفجار لأشعة جاما تم تسجيله على الإطلاق. حدث انفجار الطاقة (في هيئة أشعة جاما) قبل 1.9 مليار سنة، بينما تبلغ المسافة اليوم من الأرض إلى ذلك المستعر الأعظم 2.4 مليار سنة ضوئية بسبب توسع الكون .

## المشاهدة

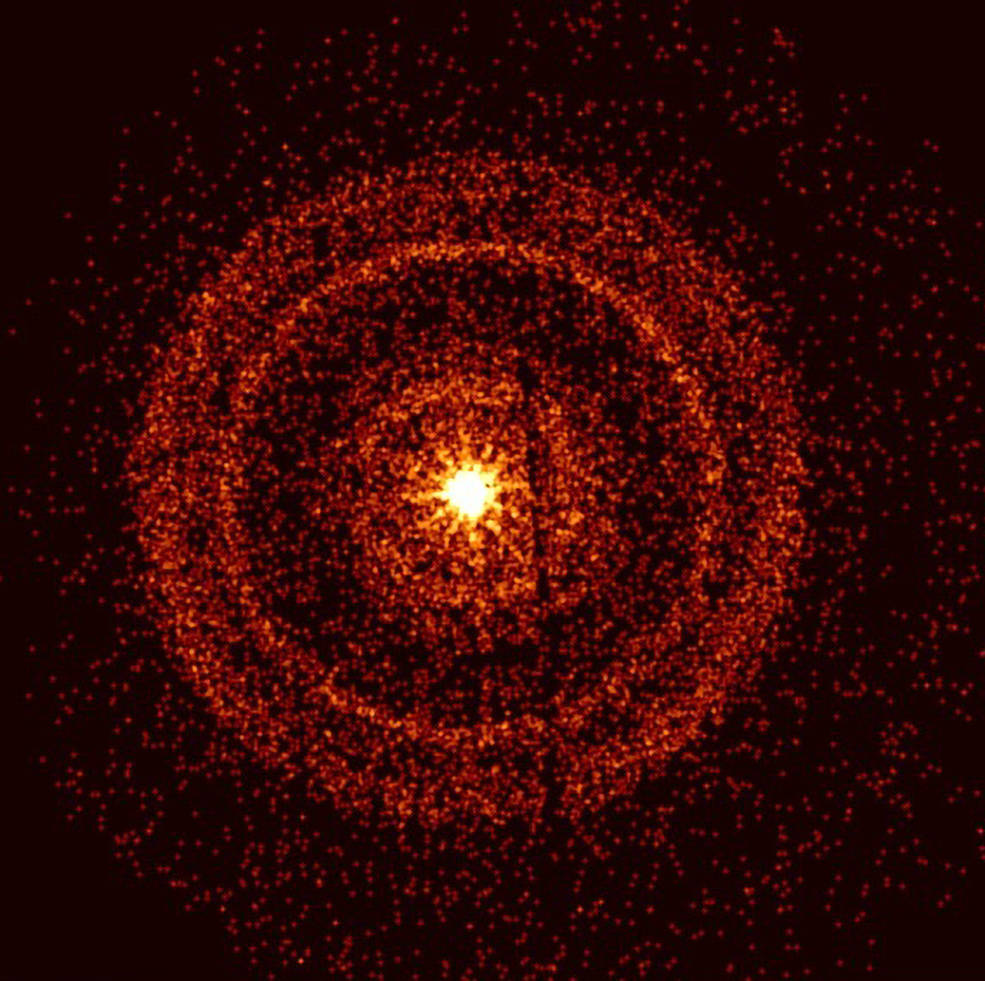
تشكلت أنعكاسات ضوء GRB 221009A أثناء مرورها عبر سحب الغبار بين النجوم.

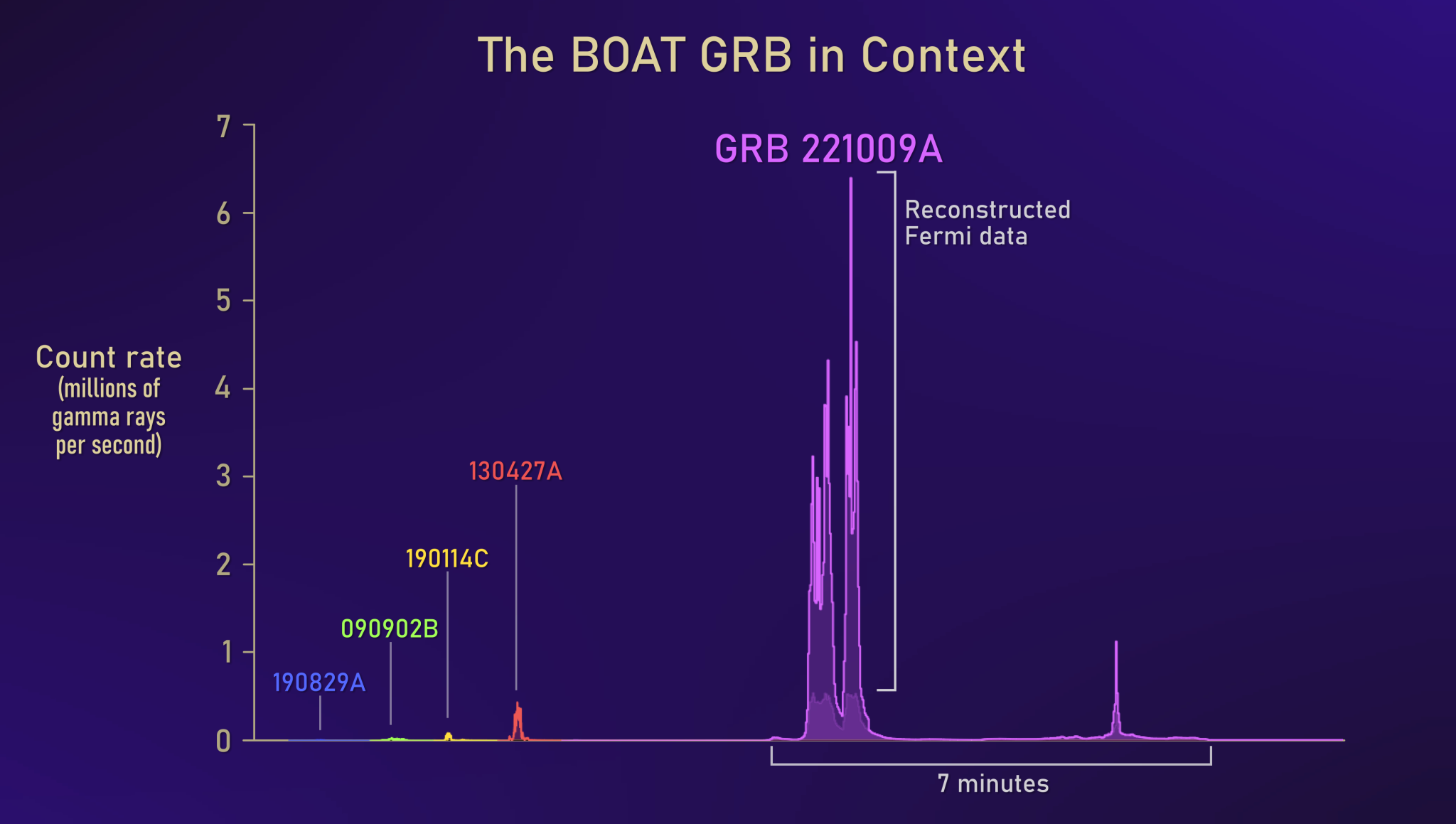
منحنى الطاقة الإشعاعية المقاسة الأولي لـ GRB 221009A مقارنة بانفجارات أشعة جاما السابقة عالية الطاقة.

في 8 أكتوبر 2022 كانت المركبة الفضائية فوياجر 1 ، التي تقع على بعد 19 ساعة ضوئية في الفضاء بين النجوم ، أول من سجل تدفقًا كبيرًا غير عادي من الإشعاع النشط. اكتشفت التلسكوبات الفضائية المختلفة القريبة من الأرض هذا الحدث، بما في ذلك Fermi-GST وSwift وSolO وAGILE و Wind و INTEGRAL و HXMT و STPSat-6 ، بالإضافة إلى المراصد الأرضية مثل: ب. لاسو . من خلال بيانات القياس الواردة من التلسكوبات الفضائية يمكن تحديد طاقات الإشعاع المتساوية (E iso ) حول النجم المنفجر في حدود بين 3-5·1047  [[جول ]] وطاقات الإشعاع القصوى كل ثانية (L iso ) تصل إلى 2.1 ·10 47  جول .   زادت الطاقة الإجمالية للإنفجار إلى1.5 ·10 47  منذ عام 2023 . تمثل قيمة L iso أيضًا قيمة متطرفة جدا بين التسجيلات السابقة ولا تنتج إلا من عدد قليل من انفجارات أشعة جاما ، مثل انفجار GRB 110918A الذي تم تجاوزه من الانفجار الحديث.  تشير التقديرات إلى أنه يتم ملشاهدة طاقة إشعاعية متناحية عالية نسبيًا في انفجار واحد فقط من كل 10000 انفجار لأشعة جاما. تم تسجيل انفجار أشعة غاما هذا، الذي استمر حوالي 7 دقائق بطاقة تبلغ 18 TeV التي تمثل أعلى طاقة فوتونية تم رصدها على الإطلاق في وانفجار نجمي لأشعة جاما. 
كان مصدر انفجار أشعة جاما قريبًا جدًا من مستوى المجرة (l = 52.96°، b = 4.3°). وقد أدى ذلك إلى مروره عبر ما لا يقل عن 20 سحابة غبار وإنتاج أنعكاسات ضوئية . استمرت الفوتونات عالية الطاقة في التفاعل مع فوتونات ضوء الخلفية خارج المجرة (CUVOB) ، مما تسبب في فقدان انفجار أشعة جاما لمزيد من الطاقة الإشعاعية على المسار بين المجرات إلى الأرض. وباجراء القياسات الطيفية وتحليلها تم تحديد انزياح الضوء نحو الأحمر ليكون مقدار بعده غنا z = 0.151 وبالتالي بعده عن الأرض.   كما أنها واحدة من أشد انفجارات أشعة جاما لمعانا (كثافة أو شدة) التي تم رصدها على الإطلاق بسبب المسافة الصغيرة نسبيًا التي تبلغ 2.4 مليار سنة ضوئية فقط. 
لم تكشف القياسات الطيفية التوهج اللاحق لـ GRB 221009A حتى الآن عن أي دليل على تكوين عناصر ثقيلة من خلال عملية r كجزء من منتجات المستعر الأعظم ، على الرغم من وجود دليل على وجود معدنية منخفضة بشكل خاص للنجم السابق (قبل الانفجار) .
وعندما اخترقت الإشعاعات الغلاف الجوي للأرض حدثت اضطرابات داخل الطبقة D من الغلاف الأيوني الموجودة في جو الأرض، والتي تم اكتشافها بواسطة أجهزة استشعار تقوم بقياس المجالات الكهربائية بواسطة القمر الصناعي CSES .

## الأسباب والأصول
ربما تكونت أشعة جاما الشديدة هذه GRB 221009A نتيجة لانفجار نجم ضخم، أي ناجمة عن مستعر أعظم (سوبر نوفا) . غالبًا ما تنتج انفجارات أشعة جاما طويلة الأمد وعالية الطاقة عن نجوم ضخمة تدور بسرعة حول نفسها وتتحول إلى مستعرات أعظمى انهيارية الجاذبية في نهاية حياتها. بالإضافة إلى ذلك، قد تكون المعادن الصادرة المنخفضة للنجم السلف مفيدة في الحفاظ على الزخم الزاوي أثناء الانهيار الأساسي، مما يؤدي إلى تشكيل مخروط أو نفاث إشعاعي مركَّز وعالي الطاقة. وجدت قياسات الشفق اللاحق باستخدام أدوات قياس الأشعة تحت الحمراء القريبة من تلسكوب جيمس ويب الفضائي ( NIRcam وNIRSpec ) خطين من أصل ثلاثة خطوط انبعاث للكالسيوم II الثلاثي والأكسجين I. يمكن عادةً اكتشاف ذلك في التحليل الطيفي للمستعرات العظمى من النوع II المنهارة. ربما تكون المعدنية الصادرة المنخفضة للنجم السلف وكذلك المجرة الأم للنجم قد سمح بتكوين هذا الانفجار لأشعة غاما المركز عالي الطاقة. 

## روابط انترنت
- التركيز على انفجار أشعة جاما فائق السطوع GRB 221009A ، عدد خاص من مجلة الفيزياء الفلكية (باللغة الإنجليزية)

## اقرأ أيضًا
- انفجار أشعة غاما 080319ب

- انفجار أشعة غاما 090423
- قائمة انفجارات أشعة غاما